# Boreus
Boreus is een geslacht van schorpioenvliegen (Mecoptera) uit de familie van de sneeuwvlooien (Boreidae). De wetenschappelijke naam is voor het eerst geldig gepubliceerd door Latreille in 1816.

## Soorten
Boreus omvat de volgende soorten:
- Boreus beybienkoi Tarbinsky, 1962
- Boreus bomari Byers & Shaw, 2000
- Boreus borealis Banks, 1923
- Boreus brumalis Fitch, 1847
- Boreus californicus Packard , 1870
- Boreus chadzhigireji Pliginsky, 1914
- Boreus coloradensis Byers , 1955
- Boreus elegans Carpenter, 1935
- Boreus hyemalis (Linnaeus, 1767) - Sneeuwspringer
- Boreus insulanus Blades, 2002
- Boreus intermedius Lloyd, 1934
- Boreus jacutensis Plutenko, 1984
- Boreus jezoensis Hori & Morimoto, 1996
- Boreus kratochvili Mayer, 1938
- Boreus lokayi Klapálek, 1901
- Boreus navasi Pliginsky, 1914
- Boreus nivoriundus Fitch, 1847
- Boreus nix Carpenter, 1935
- Boreus orientalis Martynova, 1954
- Boreus pilosus Carpenter, 1935
- Boreus reductus Carpenter, 1933
- Boreus semenovi Pliginsky, 1930
- Boreus sjoestedti Navás, 1925
- Boreus tardokijanensis Plutenko, 1985
- Boreus vlaslovi Martynova, 1954
- Boreus westwoodi Hagen, 1866 - Zuidelijke sneeuwspringer